# Naftilizopropilamin
Naftilizopropilamin (PAL-287) je eksperimentalni lek koje se istražuje kao potencijalni tretmant za alkoholnu i stimulansnu adikciju.
Naftilizopropilamin deluje kao agens otpuštanja serotonina, norepinefrina, i dopamina koji nije neurotoksičan, sa EC50 vrednostima od 3,4 nM, 11,1 nM, i 12,6 nM, respektivno. On takođe ima visok afinitet za , , i  receptore (EC50 vrednosti = 466 nM, 40 nM, i 2.3 nM, respektivno), i deluje kao pun agonist na  i kao parcijalni agonist na , dok je njegov afinitet za  verovatno suviše nizak da bi bio značajan.
U životinjskim studijama, je pokazano da naftilizopropilamin redukuje kokainsku samoadministraciju, mada ima relativno slam stimulatorni efekat kad se samostalno dozira.